# 久仁亮子
久仁 亮子（くに りょうこ、1951年7月22日 - ）は、日本の女優。本名、国見 和代。

## 来歴・人物
大阪府出身。身長160cm、血液型O型。
1974年、舞台『チェーホフ熊』でデビュー。
趣味は絵画、特技は社交ダンス。

## 出演

### テレビドラマ
- 桃太郎侍（NTV / 東映）
  - 第113話「つばめに届いた紙風船」（1978年）
  - 第174話「お化け長屋のタヌキ騒動」（1980年）
- 水戸黄門 （TBS / C.A.L）
  - 第10部 第4話「仇討ち箱根馬子唄 -箱根-」（1979年） - 女中
  - 第15部 第36話「代官にされたドジな掏摸 -岡部-」（1985年） - お勝
- 必殺シリーズ（ABC / 松竹）
  - 必殺仕事人 第82話「激闘技地獄道暴れ斬り」（1981年） - おこう
  - 新・必殺仕事人 第18話「主水上役に届け物する」（1981年） - おとよ
  - 必殺仕事人IV 第10話「主水、せんを張り倒す」（1984年） - お繁の方
  - 必殺橋掛人
    - 第3話「神田のゆうれい坂を探ります」（1985年） - お藤
    - 第12話「四谷の忍者寺を探ります」（1985年） - お民

  - 必殺仕舞人 第2話「さんさ時雨は涙雨・仙台」（1981年） - 民
  - 新・必殺仕舞人 第8話「その手は桑名の焼蛤」（1982年） - お芳
- 遠山の金さん 第1シリーズ（ANB / 東映）※高橋英樹版　
  - 第12話「この男、鬼と呼ばれて七百十日」（1982年）
  - 第41話「俺は見た! 料亭"水月"殺人事件」（1983年）
  - 第101話「危険な潜入! 赤い殺意に燃えた女」（1984年）
  - 第111話「夜霧に消えた南蜜首飾りの女!」（1984年）
  - 第143話「さすらいの黙示録・越後三味線の女III」（1985年）
- 三匹が斬る!シリーズ （ANB / 東映）
  - 三匹が斬る!
    - 第10話「湯の里は、地鳴り剣鳴り腹も鳴る」（1987年）

  - 続・三匹が斬る! 第1話（SP）「女の砦、降るは涙か血の雨か」（1988年）- お弓
  - 続続・三匹が斬る!
    - 第1話(SP)「帰ってきた三匹! 九州路 取るは天下か はたまた夢か」（1990年）
    - 第11話「女難金難、死体になって長崎非常線」（1990年）- お里
    - 第16話「お茶壺が女を泣かす鬼街道」（1990年） - お蘭

  - また又・三匹が斬る!
    - 第5話「悪の華、散らせて見せます美保の関」（1991年）- 楓
    - 第11話「名物は、女体の浮いた露天風呂」（1991年）- お兼
- 名奉行 遠山の金さん（ANB / 東映）
  - 第1シリーズ
    - 第3話「引き裂かれた妻の夢」（1988年）
    - 第22話「花の吉原遊女斬り」（1988年） - 千草

  - 第2シリーズ 第17話「富くじに踊らされた悪女」（1989年）- よしの
  - 第3シリーズ 第12話「説教強盗の女」（1990年） - お染
  - 第4シリーズ 第13話「貞女が毒婦になるとき」（1992年） - おえん
  - 第5シリーズ 第8話「白い肌に溺れた与力」（1993年） - 桂月
  - 第6シリーズ 第20話「夫の情死を探る妻」（1994年） - お仲
- 暴れん坊将軍シリーズ（ANB / 東映）
  - 暴れん坊将軍III
    - 第9話「炎に消えた女囚!」（1988年） - 志乃
    - 第36話「恋と喧嘩のイダ天街道」（1988年） - お花
    - 第64話「雪姫けんか珍道中」（1989年） - 浦路
    - 第79話「命を賭けた女子駅伝」（1989年） - お銀
    - 第93話「悪霊の城の花嫁」（1989年） - 宮部

  - 暴れん坊将軍IV
    - 第22話「吉宗、熱き心で掟破り」（1991年） - 兵馬の母
    - 第48話「春一番! 天狗の子がやって来た」（1992年） - おしま

  - 暴れん坊将軍V 第10話「一目惚れ、仲よく危機一髪!」（1993年） - お勝
  - 暴れん坊将軍VI 第24話「剣難女難の恋指南」（1995年） - お由良の方
- 長七郎江戸日記 第16話「小鳥を愛した少年」（1988年）（日本テレビ）- おまき
- 八百八町夢日記 第26話「夢之介が殺した女」（1990年）（日本テレビ）
- 将軍家光忍び旅 第13話「決闘!子の刻参上」（1991年、ANB / 東映） - およね

### ラジオドラマ
- バール・サンドリオン（1990年- / Kiss-FM）